# Vicia delmasii
Vicia delmasii är en ärtväxtart som beskrevs av Marie Louis Emberger och René Charles Maire. Vicia delmasii ingår i släktet vickrar, och familjen ärtväxter. Inga underarter finns listade i Catalogue of Life.